# Crataegus phaenopyrum
Crataegus phaenopyrum là loài thực vật có hoa trong họ Hoa hồng. Loài này được (L. f.) Medik. mô tả khoa học đầu tiên năm 1793.

## Hình ảnh

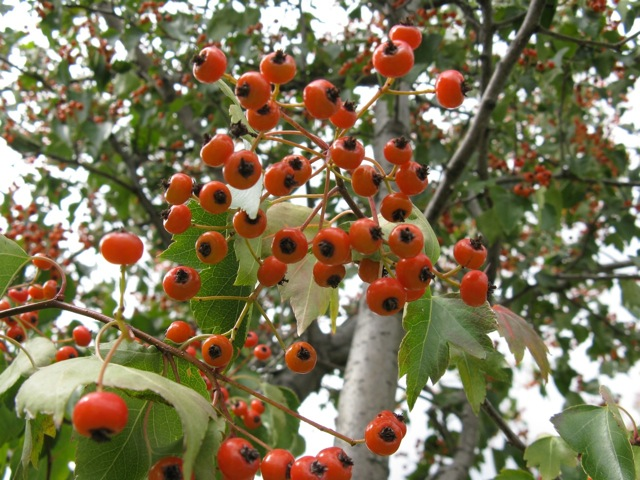
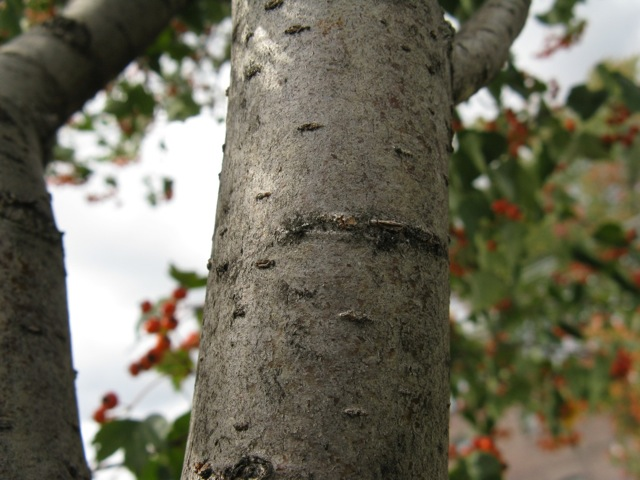
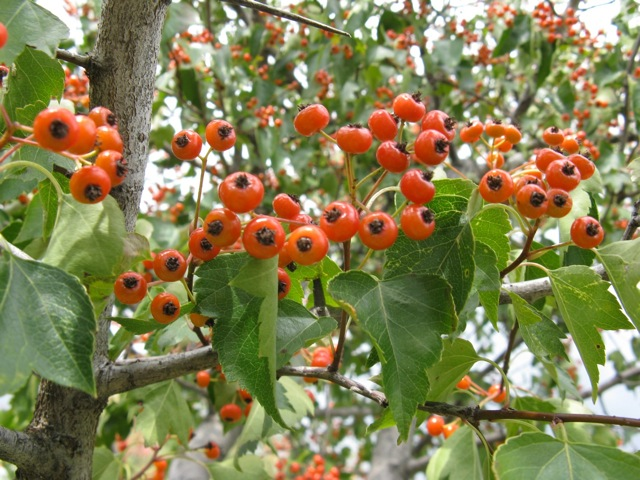
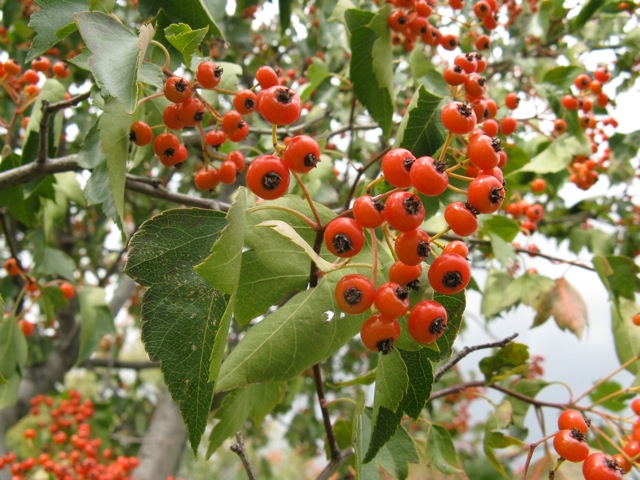